# HMAS Parramatta (1910)
HMAS Parramatta – australijski kontrtorpedowiec, jeden z sześciu okrętów typu River, pierwszy okręt zamówiony przez Royal Australian Navy. Nazwa okrętu pochodzi od australijskiej rzeki Parramatta.

## Historia
Stępkę pod okręt położono 17 marca 1909 w stoczni Fairfield Shipbuilding and Engineering Company. Okręt wodowano 9 lutego 1910, jego matką chrzestną była Margot Asquith, żona premiera Wielkiej Brytanii Herberta Asquitha. Brytyjską banderę podniesiono na okręcie 10 września 1910 kiedy wszedł do służby jako HMS „Parramatta”. 19 września 1910 wraz z siostrzaną HMAS „Yarra” udał się w podróż do Australii, dokąd dotarł 15 listopada 1910 i został przekazany do Royal Australian Navy.
W początkowym okresie I wojny światowej „Parramatta” wzięła udział w poszukiwaniu Niemieckiej Eskadry Wschodnioazjatyckiej. W późniejszym czasie okręt uczestniczył w operacjach likwidowania niemieckich kolonii w rejonie południowo-zachodniego Pacyfiku. Część załogi „Parramatty” wzięła udział w działaniach lądowych na Nowej Brytami. Po kapitulacji oddziałów niemieckich niszczyciel pozostał na tamtych wodach patrolując obszary Nowej Gwinei i Nowej Brytanii.
Okręt powrócił do Australii w lutym 1915 i przez następnych kilka miesięcy pozostał w porcie Sydney. 27 kwietnia Flotylla Kontrtorpedowców wypłynęła w rejs wzdłuż wschodniego wybrzeża Australii docierając do Cairns w czerwcu 1915. 23 sierpnia Flotylla powróciła do Sydney, gdzie „Parrammata” została wyremontowana.
Od września 1916 do maja 1917 okręt patrolował wody australijskie. 10 maja wraz z HMAS „Yarra” i „Warrego” wyruszyła w rejs na Morze Śródziemne. Po drodze dołączyły do nich HMAS „Swan”, „Huon” i „Torrens”; po przybyciu na Morze Śródziemne okręty działały wspólnie jako Australian Flotilla. Głównym zadaniem flotylli były patrole przeciwko okrętom podwodnym na Adriatyku.
Po remoncie we wrześniu i październiku 1918 „Parramatta” dołączyła do floty działającej w okolicy cieśniny dardanelskiej. 25 listopada 1918, wraz z innymi okrętami, niszczyciel przeszedł przez Bosfor do Sewastopola, a następnie, do końca grudnia przewoził korespondencję i rozkazy pomiędzy Sewastopolem a Konstantynopolem.
Pod koniec grudnia 1918 „Parramatta” opuściła rejon Morza Czarnego udając się przez Maltę i Gibraltar do Wielkiej Brytanii, gdzie dotarła 14 stycznia 1919. 6 marca 1919 wraz z HMAS „Melbourne”, „Huon”, „Yarra” i „Warrego” rozpoczęła podróż powrotną do Australii; do Darwin flotylla dotarła 26 kwietnia.
22 lipca 1919 okręt został wycofany do rezerwy i pozostał w Sydney do 1924. W tym czasie z okazji wizyty księcia Walii na pokładzie HMS „Renown” „Parramatta” została na miesiąc ponownie włączona do służby czynnej (17 maja do 13 czerwca 1920). W 1924 niszczyciel krótko służył jako okręt szkoleniowy; w 1926 przepłynął do Adelaide, gdzie pozostał (z wyjątkiem rejsu do Melbourne w maju 1927) do kwietnia 1928. 20 kwietnia „Parramatta” została ostatecznie wycofana ze służby.
W 1929 „Parramatta” została sprzedana na złom, resztki okrętu zatopiono w pobliżu Milson Island leżącej na Hawkesbury River. 7 lipca 1973 z dna wydobyto sekcje dziobową i rufową okrętu. Obecnie dziób stanowi część memoriału w Queens Wharf Reserve w Paramaccie, a rufa znajduje się w muzeum Naval Cultural and Heritage Centre w dzielnicy Sydney Garden Island.